# Britney: For the Record
Britney: For the Record je dokumentarni film iz leta 2008 o ameriški glasbenici Britney Spears. Šestdesetminutni dokumentarni film spremlja vrnitev Britney Spears v glasbeno industrijo po njenih v medijih večkrat omenjenih težavah v karieri in zasebnem življenju. Film je režiral Phil Griffin in produciral Andrew Fried, v celoti pa so ga posneli v Beverly Hillsu, Hollywood in New York Cityju v tretji četrtini leta 2008. Glavno snemanje se je pričelo 5. septembra 2008, dva dneva, preden je Britney Spears nastopila na podelitvi nagrad MTV Video Music Awards.
MTV, eden izmed dveh uradnih kanalov, ki sta film predvajala, je na svoji uradni spletni strani 9. oktobra 2009 predvajal prvi promocijski napovednik. Dokumentarni film je MTV premierno predvajal 30. novembra 2008 v Združenih državah Amerike, dva dneva preden je izšel njen šesti glasbeni album, Circus in film je služil tudi za promocijo albuma. Dokumentarni film For the Record je takoj ob izidu naletel na dober sprejem in oboževalci so mu dodeljevali pozitivne ocene, kljub temu pa so kritiki o njem pisali različno.

## Zgodba
Mislim, da sem se poročila iz napačnih razlogov. Tega nisem naredila zato, ker bi sledila svojemu srcu in počela nekaj, kar bi me osrečilo. To sem naredila, ker ... enostavno zaradi ideje zakona.

Britney Spears
Britney Spears je ameriška pevka, tekstopiska, plesalka, igralka in občasno tudi pisateljica. Dokumentarni film razkrije najbolj intimne trenutke Britney Spears v obsegu šestdesetih dni, od začetka njenega v medijih večkrat omenjenega živčnega zloma do njene vrnitve v glasbeno industrijo. Govori tudi o svojih prejšnjih odločitvah: »Sem pametna oseba ... Kaj, za vraga, se je dogajalo v moji glavi?!« Film For the Record je vključeval tudi njene posnetke s podelitve nagrad MTV Video Music Awards leta 2008, odhoda v snemalni studio, snemanja videospotov za pesmi »Womanizer« in »Circus« (pesmi z njenega šestega albuma, Circus), vaj in tiskovnih konferenc. V filmu se pojavi tudi Madonna. Britney Spears govori o svojih prejšnjih razmerjih. Govori o svojem doživljanju po svojem prvem razhodu z Justinom Timberlakeom ter o svojem preživljanju poznih najstniških let na očeh javnosti. Menila je, da je zaradi slave še toliko težje prebolela svoje prvo razpadlo razmerje. Dejala je tudi, da jo je bolj prizadel razhod z njenim možem in očetom njenih sinov, Kevinom Federlineom. Zaradi tega je bila psihično uničena in medijska pozornost ni pomagala.
Britney Spears je spregovorila tudi o svojih občutkih o tem, da je njen oče prevzel nadzor nad njo in o njenem življenju: »V mojem življenju ni več vznemerjenja, strasti ... Imam dobre dni in slabe dni. Tudi če si v zaporu čez nekaj časa prideš ven. A ta situacija se nikoli ne konča. Je kot svižčev dan vsak dan.« Britney Spears dodaja: »Mislim, da je bilo moje življenje preveč kontrolirano, postavljali so mi omejitve, a zdaj se počutim osvobojeno. Ko sem jim povedala, kaj si mislim, se mi je zdelo, da sicer slišijo, a ne poslušajo. Nisem si želela postati ena izmed tistih zaprtih ljudi. Želela sem, da bi se vedno počutila svobodno.« Pevka je povedala tudi, kaj si misli o svojih oboževalcih in svojem glasbenem stilu. »Vse skupaj je zelo čudno, saj tvoja glasba izraža tebe samega,« je povedala. »Je del mene, moja dela so del mene zaradi vsega, kar sem prestala.« V enem izmed odlomkov govori tudi o tem, kako je svoje delo pevke in plesalke uporabila, da se je soočila s stresom in svojimi čustvi. »Če imam veliko energije, ko pričnem plesati, se vse pretaka čez mene in občutim svoja čustva. Je kot tobogan,« je dejala. »Ljudje mislijo, da morajo po vsaki življenjski preizkušnji na terapijo. Zame je umetnost terapija, saj na duhovni način izražam samo sebe.« »Včasih ti ni treba uporabljati besed, da poveš, kar želiš povedati,« nadaljuje. »Včasih čustva izražaš s plesom, z dotiki. In tudi tvoja čustva vplivajo na tvoje premike.«

## Produkcija

### Razvoj
Potem, ko se je Britney Spears pojavila v televizijski seriji Kako sem spoznal vajino mamo sredi poletja 2008, je revija The National Enquirer poročala, da se je Larry Rudolph, dolgoletni menedžer Britney Spears, ki je potem, ko ga je pevka aprila 2007 odpustila, spet prevzel funkcijo, »domislil resničnostnega šova za pomembnejše kanale.« Veliko novinarjev je poročalo, da bo »novi resničnosti šov« govoril o življenju Britney Spears in njeni vrnitvi v glasbeno industrijo. Podjetje FremantleMedia, eden izmed sponzorjev dokumentarnega filma, je 9. oktobra 2008 priredilo tiskovno konferenco. Še isto noč je MTV, še eden izmed sponzorjev dokumentarnega filma, poročal, da bo Britney Spears dokumentarni film izdala 30. novembra 2008.

Ima unikatno kombinacijo talentov. Ima mešanico določenih talentov. Je sijajna pevka. Je sijajna plesalka. Ima čudovito podobo. Je neverjetno simpatična. Ima to neopredmeteno stvar, zaradi katere je postala zvezda.

Larry Rudolph
Dokumentarni film so sestavljali pogovori Britney Spears in Larryja Rudolpha, v katerih je izrazila željo po tem, da bi se ponovno predstavila občinstvu. Potem, ko je dosegla »najnižjo točko« svoje kariere, je Britney Spears »resnično želela povedati svojo stran zgodbe, govorila o tem, kje je bila, kje je danes in kam gre,« je povedal Larry Rudolph.
21. novembra 2008 je MTV izdal ekskluzivni intervju z Larryjem Rudolphom, ki je delal na dokumentarnem filmu. Razložil je, kako se je razvoj projekta pričel in kako je tudi sam pričel sodelovati pri njem: »Zelo veliko sem sodeloval pri [filmu], zato sem videl cel proces. Bilo je zelo zanimivo. Že na začetku smo imeli dogovor - vsi so si segali v roke, vsi smo razumeli, da tu ne bomo vpoštevali nobenih meja. Želeli smo posneti odprt in iskren film, izpustiti nismo želeli ničesar.« Larry Rudolph je razložil, da je film For the Record del načrta, s katerim so nameravali Britney Spears ponovno predstaviti oboževalcem kot pop zvezdnico in ne kot tabloidsko osebnost.

### Snemanje
Britney Spears je pričela sodelovati z ameriškim kanalom MTV in z mnogimi nagradami nagrajenimi filmskimi ustvarjalci, da bi posnela dokumentarni film. Film For the Record so posneli v treh mesecih leta 2008, pričeli so 5. septembra 2008, dva dneva pred nastopom na podelitvi nagrad MTV Video Music Awards, in končali sredi novembra tistega leta. Produkcijska ekipa je uporabila tudi več posnetkov Britney Spears, ki so jih posneli že prej, dokumentirali so podelitev nagrad MTV Video Music Awards leta 2008 in snemanje videospotov za pesmi »Womanizer« in »Circus«. Intervjuje z Britney Spears so posneli v hotelu Mondrian v Los Angelesu. Britney Spears je v bivalne prostore hotela zahajala med »divjimi časi«. Med snemanja losangeleškega koncerta v sklopu njene turneje se je v dokumentarnem filmu pojavila tudi Madonna.

### Glasba
Kot prvi napovednik filma so na MTV-ju prikazali posnetek z njenim singlom iz leta 2004, »Toxic«, z njenega četrtega glasbenega albuma, In the Zone in prvim singlom z njenega šestega albuma, »Womanizer«. Za preostale promocijske odlomke so uporabili novejše pesmi Britney Spears, kot so »Out from Under«, »Kill the Lights«, »Quicksand«, »Unusual You« in »Phonography« z njenega šestega glasbenega albuma Circus. Za tretji promocijski odlomek so uporabili inštrumentalno verzijo pesmi »Circus«. Med ameriško promocijo so poleg singla »Circus« predvajali še pesmi »Trouble« in »Womanizer«. Med filmom so predvajali tudi pesem »Quicksand«. Ob koncu filma so predvajali pesem »Lower Your Eyelids and Die with the Sun« francoske glasbene skupine M83 z njihovega albuma Before the Dawn Heals Us (2005).

## Izid

### Promocija
Britney.com, uradna spletna stran založbe Jive Records o Britney Spears, je že pred izidom dokumentarnega filma izdala promocijske fotografije iz filma in intervjuje z Britney Spears. Na njeni uradni spletni strani, BritneySpears.com, so dokumentarni film promovirali z izdajo fotografij in ekskluzivnih posnetkov in njena uradna spletna stran je prva izdala promocijske napovednike in ekskluzivno fotomontažo filma. Da bi promovirali film so na kanalu MTV izdali razne reklame in filmske napovednike. Kanal MTV je izdal oddajo Britneyjina zbirka (The Britney Collection) za promocijo dokumentarnega filma in albuma Circus. V oddaji so prikazali njene najboljše videospote, ki so jih izbrali njeni oboževalci ter promocijske odlomke iz filma. Kanal Yahoo! TV je v nedeljo, 23. novembra 2009, teden dni pred izidom filma, objavil ekskluzivni napovednik. Promocijske odlomke so drugod po svetu izdali že 17. in 20. oktobra tistega leta.

### Pred izidom
13. novembra 2008 so preko spletne strani Britney.com oznanili, da bo Britney Spears vodila oddajo ob izidu dokumentarnega filma. Spletna stran je podelila tudi 200 brezplačnih vstopnic. Oddajo so posneli v Hollywoodu, Kalifornija v četrtek, 20. novembra, ob 11:45. Oboževalce so prosili, naj si oblečejo zabavna oblačila, s seboj pa naj ne prinesejo fotoaparatov, kamer ali mobilnih telefonov. Na dan oddaje je bilo veliko oboževalcev razočaranih, saj je uradna spletna stran Britney Spears objavila, da so vstopnice, ki so jih oboževalci dobili preko spletne strani, niso veljavne. Veliko se jih je pritožilo, da so dobili elektronsko sporočilo, v katerem je pisalo, da smejo s sabo vzeti tudi tri prijatelje. MTV je 24. novembra 2008 izdal dveminutni napovednik filma.

### Izdaja
Film Britney: For the Record se je premierno predvajal 30. novembra 2009 preko MTV-ja, dva dneva pred izidom albuma Circus. Kanal je 8. oktobra izdal odlomek iz filma. MTV je kasneje film izdal tudi v španščini, in sicer na kanalu Spainon, samo dve uri po ameriški premieri. Kanal MTV Tr3s je dokumentarni film v španščini izdal tudi za ameriško občinstvo. Na MTV-ju si je dokumentarni film Britney: For The Record ob premieri ogledalo 3,7 milijonov ljudi. 1. decembra 2008 so film premierno predvajali v Franciji in na latinoameriškem kanalu Sony Entertainment Television so predvajali tudi film s španskimi podnapisi, 2. decembra tistega leta pa je izšel tudi v Avstraliji.
V Združenem kraljestvu in na Irskem se je film Britney: For the Record premierno ekskluzivno predvajal na kanalih Sky1 in Sky1 HD 1. decembra, manj kot štiriindvajset ur po izidu filma v Združenih državah Amerike. To je pospešilo izid albuma Circus v državi. V Avstraliji se je film 2. decembra predvajal na kanalu Network Ten, 9. decembra pa še na kanalu Channel [V]. V Franciji so film pod naslovom Britney Spears : la confession (Britney Spears : Izpovedi) predvajali na kanalu NT1; na uradni spletni strani so odštevali dneve in potem ure do izida filma. Film so, tako kot dve epizodi serije Kako sem spoznal vajino mamo, v katerih se je pojavila tudi Britney Spears, sinhronizirali v francoščino. V Latinski Ameriki so film izdali 1. decembra 2008 na kanalu Sony Entertainment Television, v Južni Afriki pa 23. decembra tistega leta na kanalu M-Net. V Italiji so dokumentarni film izdali 26. decembra 2008 na kanalu MTV Italy. V Turčiji so film premierno predvajali 31. marca 2009 na kanalu Dream TV pod naslovom »Britney: kayda geçmesi için« (»Britney: Uradno«).

## Izid DVD-ja
Izid DVD-ja z dokumentarnim filmom so oznanili preko uradne spletne strani Britney Spears. Film je na DVD-ju v Združenih državah Amerike izšel v torek, 7. aprila 2009, v ponedeljek, 1. junija tistega leta, pa še v Veliki Britaniji preko trgovin HMV. V Kolumbiji je DVD izšel konec maja tistega leta. Že v prvem tednu od izida v Združenih državah Amerike je DVD prodal 3.095 kopij izvodov. DVD s filmom Britney: For The Record je v Avstraliji izšel 28. avgusta 2009. Ta DVD je vključeval tudi režiserjev odlomek MTV-jeve različice in ekskluzivne fotomontaže, ki jih še nikoli niso izdali na televiziji. Snemali so ga leta 2008 med snemanjem njenega šestega glasbenega albuma.

### Dodatki DVD-ja
DVD vključuje:
- Cel dokumentarni film
- Redki prizori, ki niso izšli na MTV-ju
- Ameriška izdaja s šestimi dodatnimi remixi singlov »Womanizer« in »Circus«:
  - »Womanizer« (Kaskadeov remix)
  - »Womanizer« (razširjeni remix Bennyja Benassija)
  - »Womanizer« (Juniorjev klubski remix)
  - »Circus« (Diplov remix)
  - »Circus« (remix Toma Nevillea)
  - »Circus« (Villainsov remix)
- Brazilsko izdajo filma s šestimi dodatnimi remixi.

## Sprejem

### Sprejem kritikov
Filmski kritiki so dokumentarcu dodelili mešane ocene. Novinar revije Los Angeles Times je filmu dodelil pozitivno kritiko in ga označil za »neustavljiv dokumentarni film, s katerim lahko Britney Spears končno pove svojo plat zgodbe brez prekinitev.« Novinar revije MSNBC je filmu dodelil negativno oceno, saj je Britney Spears povedala »zelo malo o svojem življenju, njenih odločitvah in njenih napakah«, bila naj bi »nejasna, včasih nasprotujoča.« Novinar revije MSNBC je zaključil: »Vse, s čimer nam film Britney: For the Record postreže, je podoba šestindvajsetletnice, katere življenje ni tako kot življenje povprečne šestindvajsetletnice, čeprav samo sebe želi prepričati v nasprotno.« Novinar revije Hartford Courant je kritiziral film zaradi »izogibanju informacij o podobi Britney Spears v zadnjih letih.« V oceni je napisal: »'Nobena tema ni ostala neraziskana', je zatrjeval naslov ob začetku filma, ki je razložil, da so jo MTV-jeve kamere letošnjo jesen spremljale kar šestdeset dni. 'Nobeno vprašanje ni ostalo brez odgovora.' A seveda niso vprašali vseh vprašanj.« Novinar avstralske revije The Age je film opisal kot »nič drugega kot žalosten, anksiozen poskus ne popolnoma zagotovljene vrnitve.«

### Sprejem javnosti
Javnost je dokumentarnemu filmu dodelil v glavnem pozitivne ocene. MTV je oboževalce v New Yorku in Los Angelesu, Kalifornija, vprašal, kaj si mislijo o filmu. »Zaradi filma sem jo še bolj vzljubila,« je Shanna Birnbaum (23) povedala za MTV News. »Mislim, da je bila zelo iskrena. Res je pokazala svoj pravi obraz. Ljudem in mladim dekletom je pokazala, da lahko preživijo vse.« Stacey Medura se je strinjala in dodala, da je film For the Record pokazal človeško stran pop zvezdnice. »Lažje je razumeti njene občutke,« je dejala. »Njeno mnenje je najpomembnejše. Mislim, da je [s specijalko] veliko stvari razjasnila.« Nekateri so dejali, da jih je ta vpogled v življenje Britney Spears zelo navdihnil. »Sedaj jo veliko bolj spoštujem,« je napisal Derek. »Mislim, da je prvič na sceno prišla s tako odprtim srcem od pred desetletjem. ... Mislim, da so si njeni oboževalci od nje že dolgo želeli tega, iskrenosti. Njena iskrenost bi lahko bila v veliko pomoč mnogim, ki so preživeli podobno situacijo, kot je bitka za skrbništvo.«

### Ogled
MTV je poročal, da si je film Britney: For the Record največ ljudi, natančneje 3,7 milijonov ljudi, ogledalo ob premieri filma. Če vpoštevamo tudi ponovitve si je po svetu film ogledalo 5,6 milijonov ljudi. Dokumentarni film si je ogledalo trikrat več občinstva kot epizoda popularne MTV-jeve serije, Hollywoodski griči. Na avstralskem kanalu Network Ten si je film ob avstralski premieri ogledalo 1,42 milijonov ljudi, kar je približno 7% populacije. Dokumentarni film je postal četrti največkrat gledani film. V Veliki Britaniji si je film ogledalo približno 1.8% populacije, 391.000 ljudi. Film si je ogledalo 4,6% odraslih med šestnajstim in štiriintridesetim letom ter 5,1% žensk med šestnajstim in štiriintridesetim letom. Poleg epizode serije Doctor Who je film Britney: For the Record največkrat gledano delo na kanalu BBC Three tiste noči (1. december 2008). Po podatkih podjetja Televisa Views si je film v dveh nočeh zapored ogledalo največ ljudi v Mehiki. Ob premieri si ga je namreč ogledalo več kot 2,3 milijona ljudi, v drugi noči pa si ga je od 4,3 milijonov ljudi, ki so tisti dan gledali televizijo, ogledalo 2 milijona ljudi, s čimer je dokumentarni film postal bolj gledan od televizijske serije Razočarane gospodinje, ki si jo je takrat ogledalo 1,25 milijona ljudi.